# São José (Itaboraí)
São José é um bairro de Itaboraí pertencente ao 6º distrito (Cabuçu). É considerado um dos bairros mais importantes do município, devido ao fato de abrigar o Parque Paleontológico de São José, que conta com um grande acervo de artefatos que comprovam a pré-história.

## História
O bairro de São José é marcado por histórias e dentre elas se destaca a exploração do cimento na região que começou por volta do ano 1928 a área da Bacia Calcária de São José de Itaboraí, com 1.341.552,50 m2 passou a ser explorada como mina de calcário para a indústria cimenteira.
Em 1984, deixando uma cava de cerca de 70 metros de profundidade, a mineração encerrou suas atividades. Lentamente, a cava foi sendo preenchida por água (subterrânea e de chuvas), gerando um lago artificial. Em suas margens podem ser encontrados afloramentos com fósseis e acumulação das rochas que foram exploradas.
Nos calcários da Bacia de São José de Itaboraí foram descobertos fósseis do Paleoceno e do Pleistoceno (moluscos; sementes, folhas, vertebrados). Marsupiais do Período Terciário (70 milhões de anos) e o Eremotherium do Quaternário (2 milhões de anos) foram descritos na área.
Em 2 de abril de 1990, a Prefeitura Municipal de Itaboraí declarou a área de utilidade pública e, em dezembro de 1995, foi criado o Parque Paleontológico de Itaboraí, através da Lei Municipal nº 1.346/95.
A Bacia apresenta, ainda, registros da ocupação humana na região durante o Médio Pleistoceno (Beltrão, 1993).
Para implantação do Parque foi elaborado um projeto que prevê a existência de um Museu, trilhas ecológicas/geológicas, laboratórios e infra-estrutura para os visitantes. A população beneficiada pelo projeto é de cerca de 10.000 habitantes (população da localidade de São José).
A bacia sedimentar de São José de Itaboraí. Esta bacia teve sua origem no início do Terciário (Paleoceno) como resultado das atividades tecto-magmáticas quBeltrãoe atingiram a região desde o período Cretáceo.
As evidências de vida aí encontradas correspondem ao período que sucedeu ao da extinção dos dinossauros. Fósseis de um mamífero xenungulado, provavelmente o mais velho da América do Sul, com idade que alcança cerca de 65 milhões de anos, foram ai encontrados.
Além deste, vários outros fósseis foram, também, recuperados, inclusive exemplares que datam do Pleistoceno (Eremotherium, Haplomastodon e o Testuto sp.). A presença humana na região data desta mesma época, ou seja, do Pleistoceno. Tal afirmação se apoia nos diversos achados arqueológicos identificados nas superfícies colinosas, em encostas relativamente íngremes, associadas à morfologia de "rampas". Foram as descoberta dos fósseis pleistocênicos, em 1969, nas camadas conglomeráticas existentes ao sul da bacia calcária, que ensejaram uma série de prospecções arqueológicas (1974), levando à descoberta de um sítio arqueológico importante. As escavações foram iniciadas apenas em 1979, tornando-se sistemáticas a partir de 1981.
Na bacia há, efetivamente, pelo menos quatro setores de significativa ocorrência arqueológica. O primeiro se encontra no bordo leste, denominado Morro da Dinamite. O segundo situa-se no bordo norte, nomeado sítio do Sílex. O terceiro, no bordo sul, foi chamado de sítio Paleontológico e, finalmente o quarto, Morro Verde, localizado, também, no bordo norte.
A região do entorno da bacia é caracterizada pela presença de vários níveis de depósitos rudáceos e cascalheiras ainda não devidamente estudados. Esses depósitos podem revelar elementos preciosos para a geologia do Quaternário e para a arqueologia vis-à-vis as ocorrências conhecidas e estudadas na pr A coleção lítica decorrente dos trabalhos de campo realizados compreende cerca de 1.000 peças. Esse conjunto reúne peças do Sítio do Sílex (1979), do Morro Verde (1984), do Morro da Dinamite ou Morro Alto (em dois setores distintos: no topo da colina e na face oeste da colina - Paredão da Cascalheira) (1979, 1980, 1981, 1982, 1983, 1984, 1986) e do Sítio Paleontológico (1983).
A matéria prima utilizada pelo homem pré-histórico, em Itaboraí, pode ser encontrada localmente, isto é, não foi importada. Entre os minerais e rochas utilizados, aparecem por ordem de preferência, o quartzo (62,2%), o sílex (18%), o calcário (16,6%), o quartzito (1,8%) e outras rochas nas quais se incluem o gnaisse e a calcedônia (1,4%). Foi possível observar, segundo a distribuição estratigráfica, uma modificação na escolha do tipo de quartzo na localidade do Morro da Dinamite. Na Camada Inferior observamos uma maior percentagem do quartzo do tipo branco, quase hialino. Na Camada Superior havia maior número de artefatos em quartzo do tipo não homogêneo (textura sacaroidal). Os artefatos encontrados no topo da rampa de colúvio bem como em vários pontos da rampa, cortada pela estrada, que correspondem às cascalheiras, incluem: choppers, bifaces, machados de mão, raspadores laterais em lascas extremamente espessa, raspador com entalhe em lasca, facas de dorso, faca-perfurador, buris em lasca, fragmentos de ponta sem pedúnculo, etc. A evolução tipológica dos artefatos da base para a superfície do Sítio pode ser observada através dos núcleos: a) Núcleos volumosos a partir de seixos rolados ou de blocos; b) Núcleos cônicos de onde foram retiradas lascas e que poderiam ser utilizadas como plainas ou raspadores; c) Núcleos poliédricos dos quais foram retiradas lascas no sentido do comprimento.ópria bacia: megafauna pleistocênica, artefatos líticos etc.
O Sítio Arqueológico de Itaboraí, descoberto por Beltrão em 1970, está localizado em uma "rampa de colúvio", isto é, em uma inclinação da superfície da encosta resultante do seu deslocamento a partir do topo da elevação. Nos bordos da bacia a rampa pode alcançar várias dezenas de metros de profundidade. Pode-se dizer que é um sítio litorâneo, localizado estrategicamente em uma elevação, demonstrando que o homem pré-histórico evitava o confronto, nas planícies, com a megafauna pleistocênica em uma região onde as grutas são raras.
O estudo tipológico dos artefatos encontrados em estratigrafia, revelou uma evolução na técnica de retoque. Na Camada Inferior, os artefatos foram retocados unifacialmente, e na Camada Superior bifacialmente. Os dados geológicos e arqueológicos conjugados disponíveis para o Sítio de Itaboraí sugerem que este registra uma ocupação muito antiga, anterior ao Wisconsin, podendo alcançar, pelo menos, o Pleistoceno Médio, talvez o Pleistoceno Inferior.

## Geologia
A Bacia Calcária de São José de Itaboraí é muito pequena, com forma aproximadamente elíptica e com cerca de 1.000 metros de comprimento por 500 m de largura. Segundo Souza Cunha, 1985 (in Beltrão, 2000), trata-se da menor bacia sedimentar do Brasil e, talvez, do mundo. Possui registros de rochas que variam de cerca de 70-65 milhões de anos até depósitos recentes relacionados ao homem pré-histórico (8.100 anos). Trata-se de uma bacia sedimentar, isto é, depressão preenchida por sedimentos que, neste caso em particular, são representados principalmente por deposição química de calcários em uma depressão associada aos fenômenos tectônicos que originaram a Serra do Mar. Também são encontrados depósitos detríticos.
Alguns autores associam a origem do calcário à dissolução dos mármores do embasamento cristalino por ação de fenômenos de vulcanismo. O fato é que, em suas bordas, são encontradas lavas vulcânicas (rocha denominada ankaramito), cuja idade foi datada em laboratório como de 52 milhões de anos. Esta lava "fritou" os sedimentos da base da bacia, carbonizando pedaços de vegetais, evidenciados pela presença de galhos e troncos fósseis.
Três sequências sedimentares podem ser observadas:
a) Inferior - a mais antiga, carbonática, com presença de fósseis de gastrópodes pulmonados, ostrácodes, vegetais (sementes, madeira e folhas) e, mais raramente, de vertebrados;
b) Intermediária - constituída por depósitos detríticos mais ou menos carbonáticos, com fósseis de vertebrados. Esta seqüência tem especial valor por ter gerado o nome Itaboraiense para um andar (uma das subdivisões da escala geológica do tempo), utilizado mundialmente;
c) Superior - não contém carbonatos, sendo constituída quase que totalmente por argilas, areias e cascalhos fossilíferos do pleistoceno (1.8 milhões até 8.000 anos atrás) e artefatos utilizados pelo homem pré-histórico.

## Arqueologia
Nas sequências superiores, mais precisamente no local denominado Morro da Dinamite, foram encontrados vestígios da presença do homem pré-histórico em São José de Itaboraí. Trata-se de artefatos líticos (=de pedra), compreendendo raspadores, facas, perfuradores, entre outros. Também, restos de uma fogueira arqueológica, acompanhada de artefatos líticos, foi encontrada, tendo sido datada pelo método C14 (Carbono 14), em 8.100 anos AP (Antes do Presente).
Este achado arqueológico tem sido utilizado por Beltrão (2000) para correlacionar diversos vestígios arqueológicos brasileiros e americanos, visando traçar o roteiro da ocupação humana nas Américas. Esta pesquisadora do Museu Nacional acredita que ainda existem nos depósitos de cascalheira de Itaboraí mais evidências arqueológicas, sendo necessário ampliar os estudos na área.

## Paleontologia
A Bacia Calcária de São José de Itaboraí, apesar de suas reduzidas dimensões, é extremamente rica em fósseis (organismos ou vestígios de sua presença, que evidenciam a vida existente no passado da Terra). Para o Estado do Rio de Janeiro ela se reveste de maior importância por ser o único sítio paleontológico do território fluminense, sendo estudado por pesquisadores nacionais e estrangeiros.
Além desta importância para o Estado do Rio de Janeiro, possui, também, valor em escala continental e mundial, devido aos fatores a seguir expostos:
a) Terciário (fósseis mais antigos)- gastrópodes pulmonados, indicadores de fauna continental, sendo a maioria constituída por caramujos de mato e alguns tipicamente aquáticos, e por restos de vegetais (principalmente sementes);
b) Paleoceno Superior (aproximadamente 55 milhões de anos)- mamíferos primitivos, restos de lagartos, cobras e tartarugas. Estes mamíferos primitivos são representantes dos primeiros grupos a se irradiarem em ampla escala no planeta, após a extinção em massa dos dinossauros há 65 milhões de anos; e
c) Pleistoceno (1,8 milhões a 8.000 anos)- megafauna, representada por mastodontes e preguiça-gigante.
Os fósseis do Paleoceno de Itaboraí são correlacionados aos existentes na Patagônia, sem outros representantes nas Américas, tendo sido responsáveis pela definição do andar Itaboraiense

## Bairro
É um bairro tipicamente rural e pacato com uma população pequena de cerca de 9.000 habitantes com um comércio inferior a bairros limitrófes como Cabuçu e Largo da Ideia.
O transporte no bairro é feito por apenas uma linha de ônibus e uma de transporte alternativo que liga ao centro.

## Curiosidades
A Bacia Calcária de São José de Itaboraí é um importante monumento natural do Estado do Rio de Janeiro.
Outro aspecto a ser ressaltado é que o lago formado pelo preenchimento com água (aporte subterrâneo e das chuvas) da cava da mineração. Segundo informações locais, sua profundidade atinge cerca de 70 metros. Outro aspecto relevante é que a área tornou-se um atrativo de lazer para a população local.
Universidades e escolas locais proporcionam visitas à área, divulgando aos alunos esta importante história da evolução geológica do Estado do Rio de Janeiro.
De São José, a calcária era transportada através de vagões de trem para o bairro de Guaxindiba, em São Gonçalo - RJ, onde foi inaugurada a Primeira fábrica de cimentos no Brasil com a presença do então presidente da república do Brasil Getúlio Vargas.